# Allas-Champagne
Allas-Champagne è un comune francese di 252 abitanti situato nel dipartimento della Charente Marittima nella regione della Nuova Aquitania.

## Società

### Evoluzione demografica
Abitanti censiti